# Stanisław Zierhoffer
Stanisław Zierhoffer (ur. 2 listopada 1925 we Lwowie, zm. 22 marca 2013 w Poznaniu) – polski radiolog, taternik, alpinista i polarnik, organizator i uczestnik wypraw w góry wysokie (Hindukusz i Karakorum).

## Życiorys
Dzieciństwo spędził we Lwowie, gdzie w 1943 roku zdał maturę. Zaangażowany w konspirację AK, po wkroczeniu Sowietów opuścił miasto, by nigdy już do niego nie wrócić. Wraz z rodzicami, Małgorzatą z Schellenbergów i Augustem, osiadł w Poznaniu (ojciec objął Katedrę Geografii na Uniwersytecie Poznańskim) i rozpoczął studia na Wydziale Lekarskim Uniwersytetu Poznańskiego. Pracował w Akademii Medycznej w Poznaniu, szpitalu miejskim im. J. Strusia w Poznaniu, w latach 1973–1974 był zastępcą kierownika radiodiagnostyki w Stadspital Triemli w Zurychu. Twórca i wieloletni kierownik Zakładu Radiologii w szpitalu w Puszczykowie. W latach 80. zaangażował się w działania poznańskiej „Solidarności”, był regionalnym współpracownikiem Komitetu Helsińskiego w Polsce. Brat Karola Zierhoffera. Żonaty z Marią (z domu Spława-Neyman), ojciec dwójki dzieci: Marka i Krystyny.
Wspinaczkę górską rozpoczął latem 1950 roku. Wspinał się w Tatrach, Alpach, Kaukazie, Hindukuszu, Karakorum, Atlasie, Andach, w górach Spitsbergenu i Nowej Gwinei. Jego wieloletnim partnerem wspinaczkowym był Jan Stryczyński. Specjalizował się we wspinaczce zimowej, w Tatrach poprowadził wiele nowych dróg i dokonał wartościowych powtórzeń. Wśród pierwszych zimowych przejść, często trudnymi drogami, były m.in.: wspinaczka północną ścianą Żabiego Szczytu Wyżniego (1957), wschodnią ścianą Mniszka (1957), prawym filarem wschodniej ściany Zadniej Baszty (1959), południowym filarem Smoczego Szczytu (1959), wejście na Teriańską Przełęcz Niżną z Doliny Hlińskiej (1960). Brał udział w pierwszym zimowym przejściu Grani Tatr Polskich (1957, od Żabiej Czuby do Wołoszyna).
Wśród przejść alpejskich wymienić można wejście północną ścianą Triglavu (1964), północną ścianą Les Courtes (1967) oraz drugie przejście północną ścianą Pointe du Domino (1977). Brał udział w wyprawach w góry Kaukazu, wszedł m.in. na oba szczyty Elbrusu (1958), Pik Szurkowskiego (1959), Bżeduch (1972) Szcheldę II Zachodnią (nową drogą poprowadzoną 1200-metrową ścianą południową). W Atlasie na północnej ścianie Dżebel Ajui dokonał kilku pierwszych zimowych przejść.
Podczas wyprawy na Spitzbergen w 1965 roku dokonał 8 pierwszych wejść na szczyty i 10 pierwszych polskich wejść.
W 1976 roku kierował poznańską wyprawą w Cordilliera Blanca w Peru, w roku 1979 wspinał się w górach Nowej Gwinei.
W 1960 roku wziął udział w wyprawie w Hindukusz (pełnił funkcję lekarza wyprawy). Była to pierwsza po 21 lat przerwy polska ekspedycja w góry wysokie. Wraz z szóstką współuczestników zdobył szczyt Noszak (7492 m, II wejście, dziesięć dni po pierwszym, dokonanym przez ekipę japońską), co było wówczas polskim rekordem wysokości. Wespół z Krzysztofem Berbeką dokonał pierwszego wejścia na Rakhe Daroz. W 1962 roku zorganizował kolejną, poznańsko-krakowską wyprawę w Hindukusz, której celem była eksploracja niezbadanej dotąd doliny Mandaras. Zierhoffer zdobył Kohe Nadir Shah (6815 m, z Janem Stryczyńskim), czyli główny cel wyprawy, ponadto szczyty M3 i M5, wszedł również lodowym kuluarem na Kohe Mandaras (6631 m) w rzadko wtedy uprawianym stylu alpejskim.
W 1971 roku podczas wyprawy w Karakorum (pod kierownictwem Andrzeja Zawady) pełnił funkcję zastępcy kierownika i lekarza. Wyprawa zakończyła się wejściem na dziewiczy szczyt Kunyang Chhish (7852 m, Zierhoffer dotarł do obozu III). Jak pisał Janusz Kurczab, „zdobyciem trudnego olbrzyma nad lodowcem Hispar polski alpinizm rozpoczął wielką międzynarodową karierę w Karakorum i w Himalajach”. Historia tej wyprawy zrelacjonowana została w książce Ostatni atak na Kunyang Chhish (Warszawa 1973, Zierhoffer jest autorem jednego z rozdziałów).
Zierhoffer pełnił funkcję prezesa Koła Poznańskiego Klubu Wysokogórskiego w latach 1956–1957 i prezesa Klubu Wysokogórskiego w Poznaniu w latach 1975–1979, przez wiele lat zasiadał w sądzie koleżeńskim Klubu Wysokogórskiego oraz Polskiego Związku Alpinizmu (oraz w komisji dyscyplinarnej PZA). Był członkiem honorowym KWP (od 1987 roku) oraz PZA (od 1986 roku). Po wyprawie na Kunyang Chhish otrzymał Złoty Medal za Wybitne Osiągnięcia Sportowe. Za zasługi dla polskiego taternictwa i alpinizmu w 2003 roku został odznaczony przez Prezydenta RP Krzyżem Oficerskim Orderu Odrodzenia Polski.